# Croix de Provence

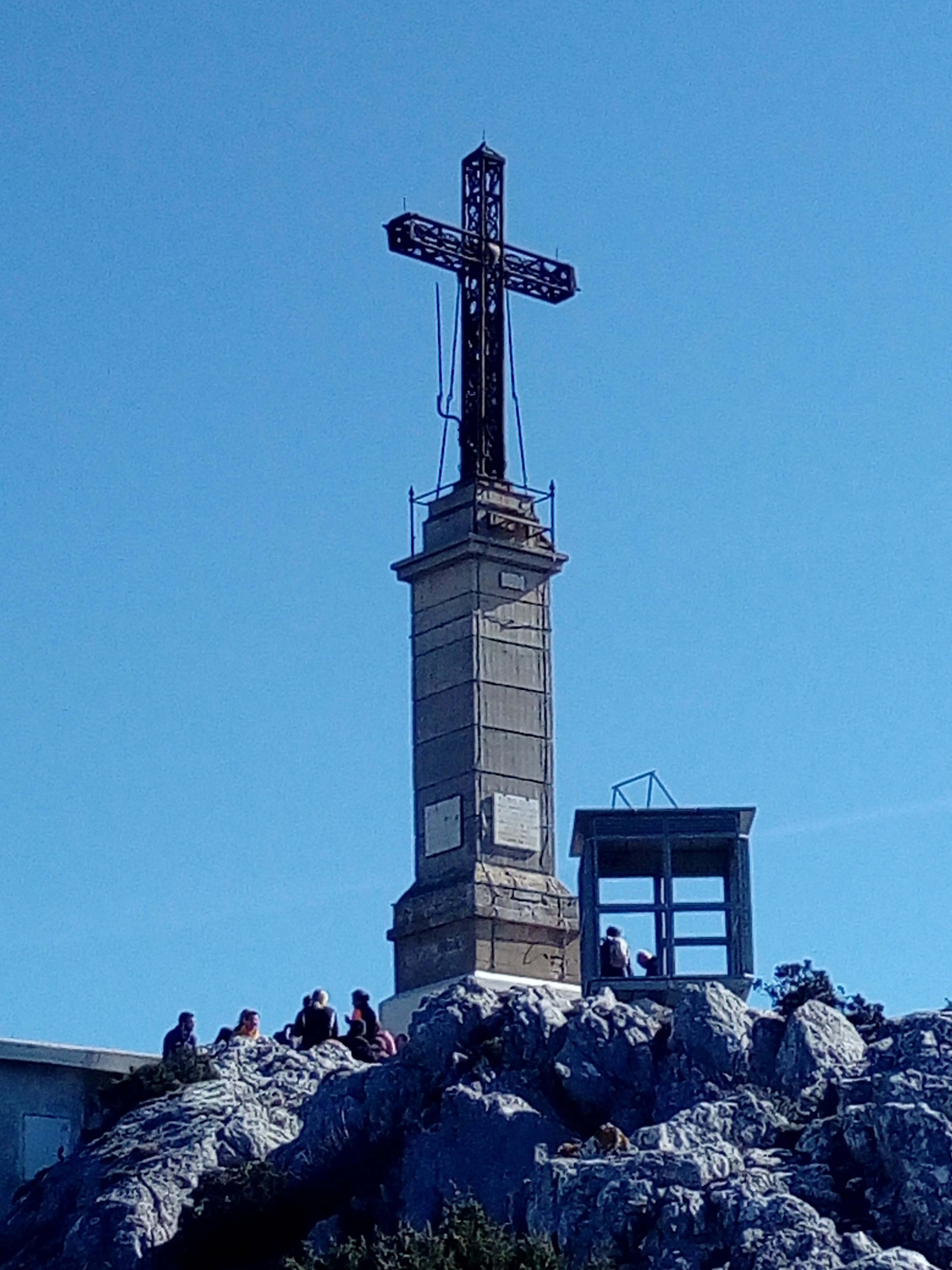
La croix de Provence

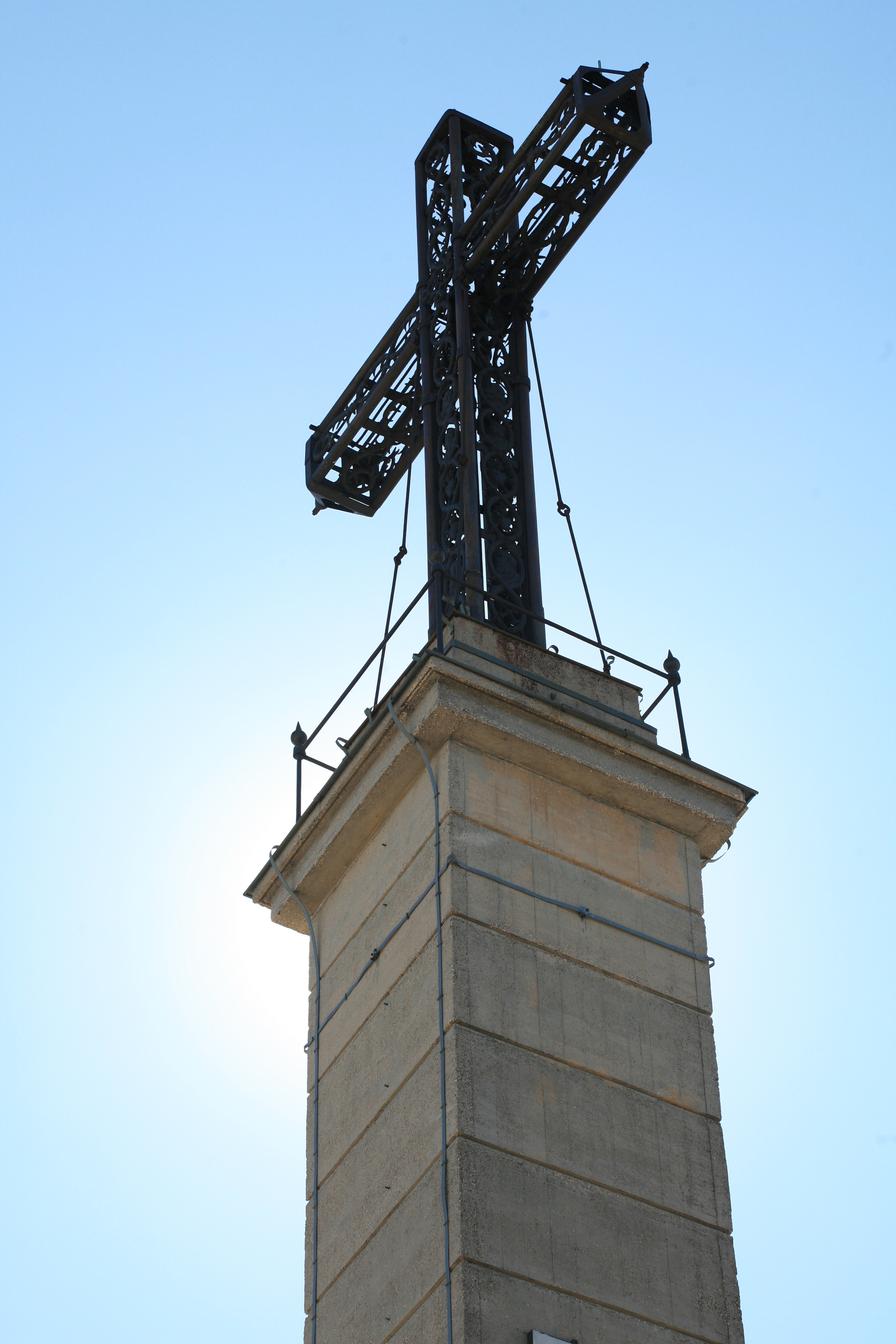

La croix de Provence est un monument situé au sommet de la pointe occidentale de la montagne Sainte-Victoire dans les Bouches-du-Rhône. Elle n'a pas été dressée sur le point culminant du massif, au pic des Mouches (1 011 mètres) mais au sommet d'un pic remarquable, à 946 mètres. Elle est aujourd'hui visible à des kilomètres à la ronde.

## Les trois premières croix
Ce monument est le quatrième de ce genre dressé en ce lieu, les trois autres ayant subi les ravages du temps et ayant dû être rebâtis. La première croix de Provence est érigée au XVIe siècle par un marin qui avait formulé le vœu de dresser une croix sur la première montagne qu'il rencontrerait après avoir échappé à la mort lors d'un naufrage. Le monument est alors réalisé en bois et orné de deux ancres de fer à sa base.
Il est remplacé en 1785 par une croix dont l'auteur se nomme Jean Laurans. Cette croix présente un aspect similaire à la première, mais se détériore rapidement. Moins de 70 ans après, en 1842, une troisième croix est dressée. L'initiative en revient à un étudiant en droit de la faculté d'Aix-en-Provence. Cette croix est très réputée en Provence, où elle devient l'objet de plusieurs pèlerinages. À chacune de leurs visites, les pèlerins, par superstition, ont pour habitude d'arracher un petit morceau de la croix et de le conserver avec eux. Cette pratique provoque la détérioration rapide de l'édifice qui, associée à la violence du mistral qui souffle au sommet de la Sainte-Victoire, voit la croix aller à sa destruction totale.

## La quatrième croix

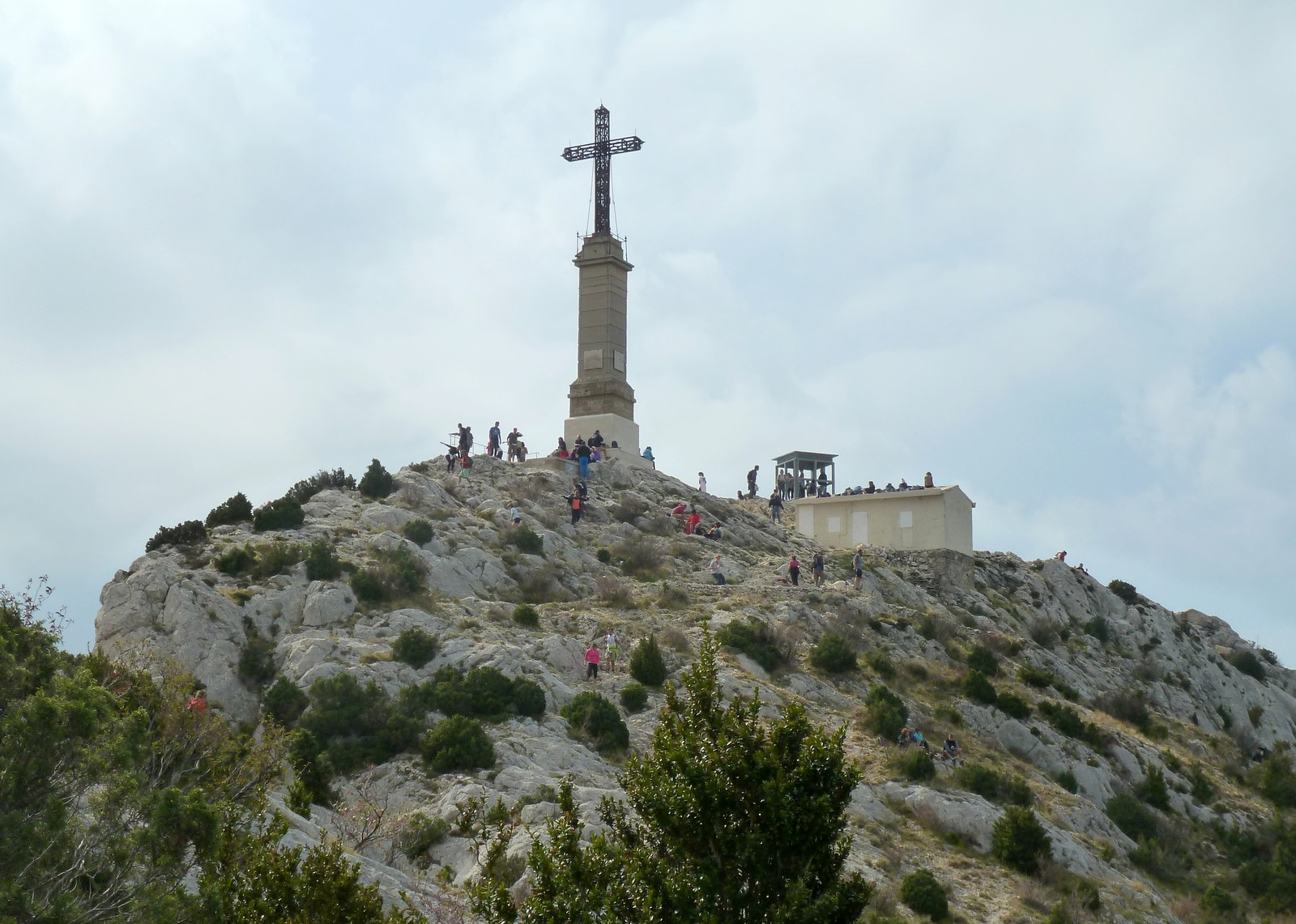

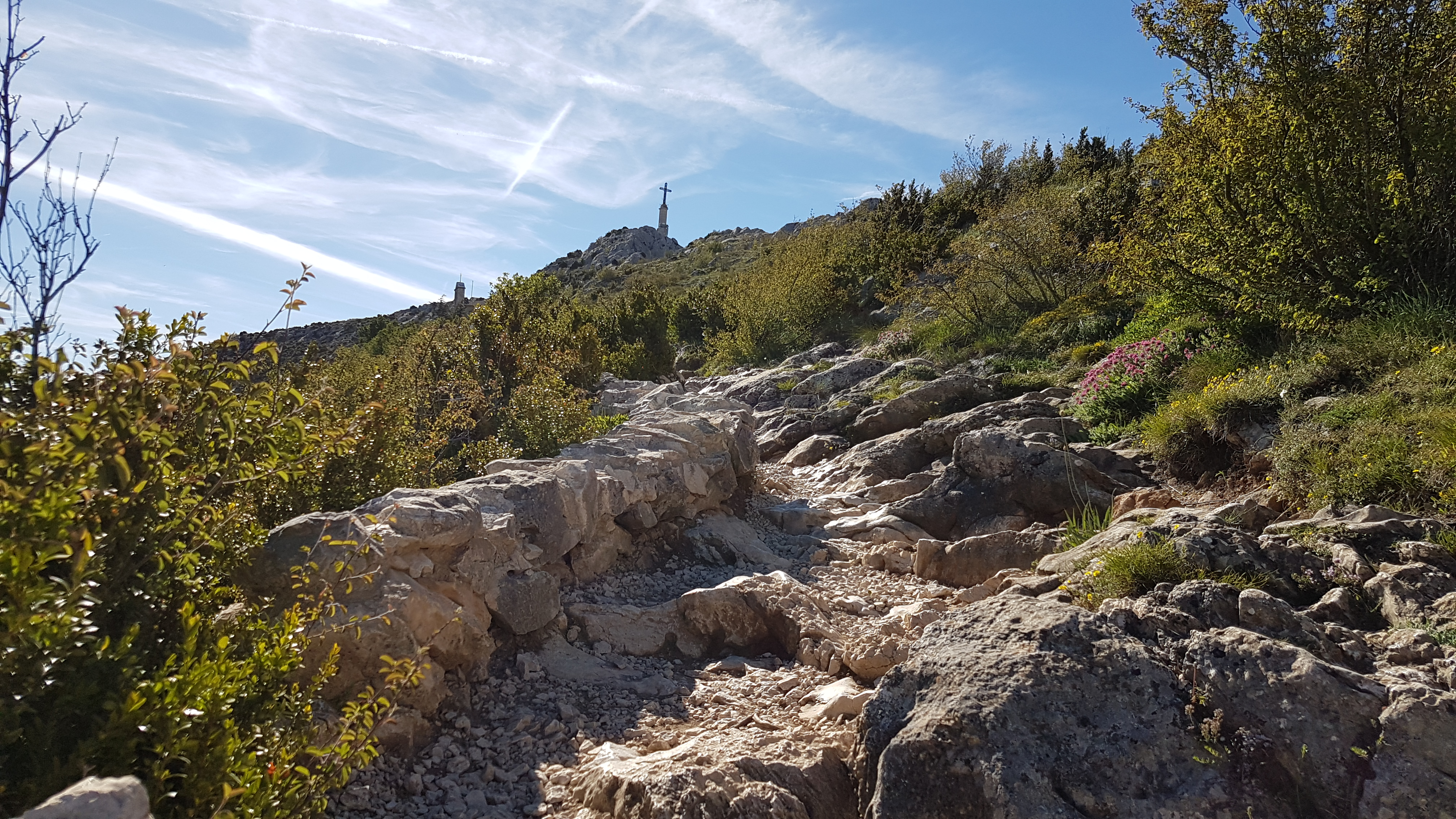
Sentier menant à la croix de Provence

La croix que l'on peut aujourd'hui apercevoir date de 1875. Le monument est construit à l'initiative du curé de Rousset, l'abbé Meissonnier. Son but est de conjurer deux maux qui accablent alors la France : la variole et les suites de la guerre franco-prussienne de 1870. La croix s'élève à une hauteur de 18,25 mètres. Elle surplombe une chapelle, Notre-Dame de la Victoire, et un prieuré du XVIIe siècle en cours de restauration, qui, de par sa forme, se détache bien plus du massif que le pic des Mouches, le point le plus haut du massif. La croix de Provence contient dans son socle métallique les noms de ses souscripteurs et des 104 paroisses donatrices du diocèse d'Aix, Arles et Embrun.
Le 18 mai 1875, elle est solennellement bénite par Théodore-Augustin Forcade, archevêque d'Aix, en présence de 3 000 fidèles. Sur le socle ont été gravées quatre inscriptions :
- Face regardant vers Rome, inscription en « latin » : « Dieu très bon, très grand, ô Croix, force de Dieu et la nôtre, salut ! Puisse votre lumière si douce aux cœurs qui aiment Jésus, et si miséricordieux à ceux qui, hélas, ne l'aiment pas, resplendir au loin » ;
- Face regardant vers Paris, inscription en français : « Croix de Provence, bénite par Monseigneur Théodore-Augustin Forcade, Archevêque d'Aix, Arles et Embrun le 18 mai 1875 » ;
- Face regardant vers Marseille, inscription en grec : « Voici, matelots, votre phare, négociants, votre gain, travailleurs, votre repos et votre richesse » ;
- Face regardant vers Aix-en-Provence, inscription en provençal : « Ô Croix, salut ! Source d'éternelle lumière, avec le sang d'un Dieu, ô testament écrit, la Provence à tes pieds s'inclina la première. Protège la Provence, ô croix de Jésus-Christ[3]. »

Ce monument est restauré une première fois en 1982, puis en 2004, où l'ensemble de l'ancien socle est remplacé par un parement de béton armé de couleur proche de la pierre, formant un banc périphérique d'où on aperçoit le paysage provençal sur 360 degrés. La restauration de 2004 a été rendue nécessaire par le fait que la croix a reçu plusieurs fois la foudre, en 2002 et 2003, phénomène électrique qui l'a tant endommagée qu'une restauration a semblé un temps quasi impossible à mettre en œuvre.